# Monument de la Victoire
Pour les articles homonymes, voir Monument de la Victoire (homonymie).
La monument de la Victoire est un monument rouennais situé place Carnot devant l'administration du département de la Seine-Maritime construit en 1925 par le sculpteur royaliste Maxime Real del Sarte, avec la collaboration de Roger de Villiers, commémorant le triomphe de la France à la fin de la Première Guerre mondiale.

## Description
Il ne faut pas confondre ce monument de la Victoire avec un monument aux morts car aucun nom de soldats ne figure dessus. La colonne de 9,50 mètres en granit et bronze est édifiée en forme de faisceaux de licteurs romaines et surmontée d'une Victoire ailée exaltant le triomphe français de 1918. Au pied de la colonne, deux poilus montent la garde, celui de gauche porte les traits de Charles Maurras, directeur de L'Action française, celui de droite ceux de Maxime Real del Sarte d'après son assistante Anne Glandy,,. Il s'agit d'un hommage fictionnel à Maurras car l'individu n'a jamais porté les armes du fait de sa surdité. La statue rend donc hommage à « celui qui mena le combat à sa manière et contribua indéniablement, selon Real del Sarte, à la victoire ». En effet, l'Action française bénéficie d'un « succès sans précédent, bien au-delà des cercles royalistes » à la fin de la Grande Guerre. Au-dessus des soldats, Jeanne d'Arc en armure protège une veuve, un orphelin et un mutilé de guerre. La phrase « Ils ont des droits sur nous » est inscrite dans le granit sous Jeanne d'Arc. Elle est extraite du discours d’investiture de Georges Clemenceau en 1917 : 

« Ces Français que nous fûmes contraints de jeter dans la bataille, ils ont des droits sur nous. Ils veulent qu’aucune de nos pensées ne se détourne d’eux, qu’aucun de nos actes ne leur soit étranger. Nous leur devons tout, sans aucune réserve. Tout pour la France saignante dans sa gloire, tout pour l’apothéose du droit triomphant. »

— Georges Clémenceau
Deux bas reliefs rappellent les séjours rouennais des troupes britanniques et des réfugiés belges pendant la Première Guerre mondiale. Le critique Henri Farrenc mentionne le monument dans Le Figaro artistique : 

« Sur une plate-forme élevée de quelques marches et entourée de groupes de monstres enchaînés et de chimères qui alimentent de leurs jets d’eau deux bassins latéraux, deux poilus [à droite Maxime ; à gauche, Maurras] montent la garde devant le piédestal aux côtés d’une pierre tombale surmontée des Armes de la ville ; sur les faces latérales du piédestal, deux bas-reliefs représentent, l’un la Ville de Rouen recevant les premières troupes anglaises envoyées au secours de la France, l’autre, l’accueil fait par la Ville aux réfugiés belges fuyant l’invasion germanique ; au-dessus, levant fièrement la tête vers l’emplacement de l’ancien bûcher, les yeux fixés vers le ciel qui l’inspire, la France, sous les traits de Jeanne d’Arc, l’héroïne chère à l’artiste qui lui a toujours voué un culte particulier depuis le début de sa carrière […] »

— Henri Farrenc

## Historique
Le projet suscite une controverse parmi les conseillers municipaux dont certains voient d'un mauvais œil l'introduction de Jeanne d'Arc par le sculpteur. Malgré tout, le premier adjoint de la ville, le docteur Alfred Cerné, futur maire, et Abel Lesergeant, archiprêtre de la cathédrale, obtiennent la commande de l'œuvre. Les relais locaux des Camelots du Roi se chargèrent aussi de défendre les intérêts de Maxime Real del Sarte. Roger de Villiers, ami et élève de Maxime Réal del Sarte, l'a aidé dans la réalisation de l'œuvre, Réal del Sarte ayant été partiellement amputé lors de la Grande guerre.
Le monument est d'abord inauguré le 15 novembre 1925 sur la rive droite, place Foch près du Palais de Justice de Rouen puis déplacé rive gauche à la place Carnot en 1995,.
En 1944, le monument est endommagé par des bombardements puis restauré sous la direction du sculpteur.
En 2010, la statue représentant Charles Maurras est décapitée à cause du gel puis reconstituée.

## Galerie

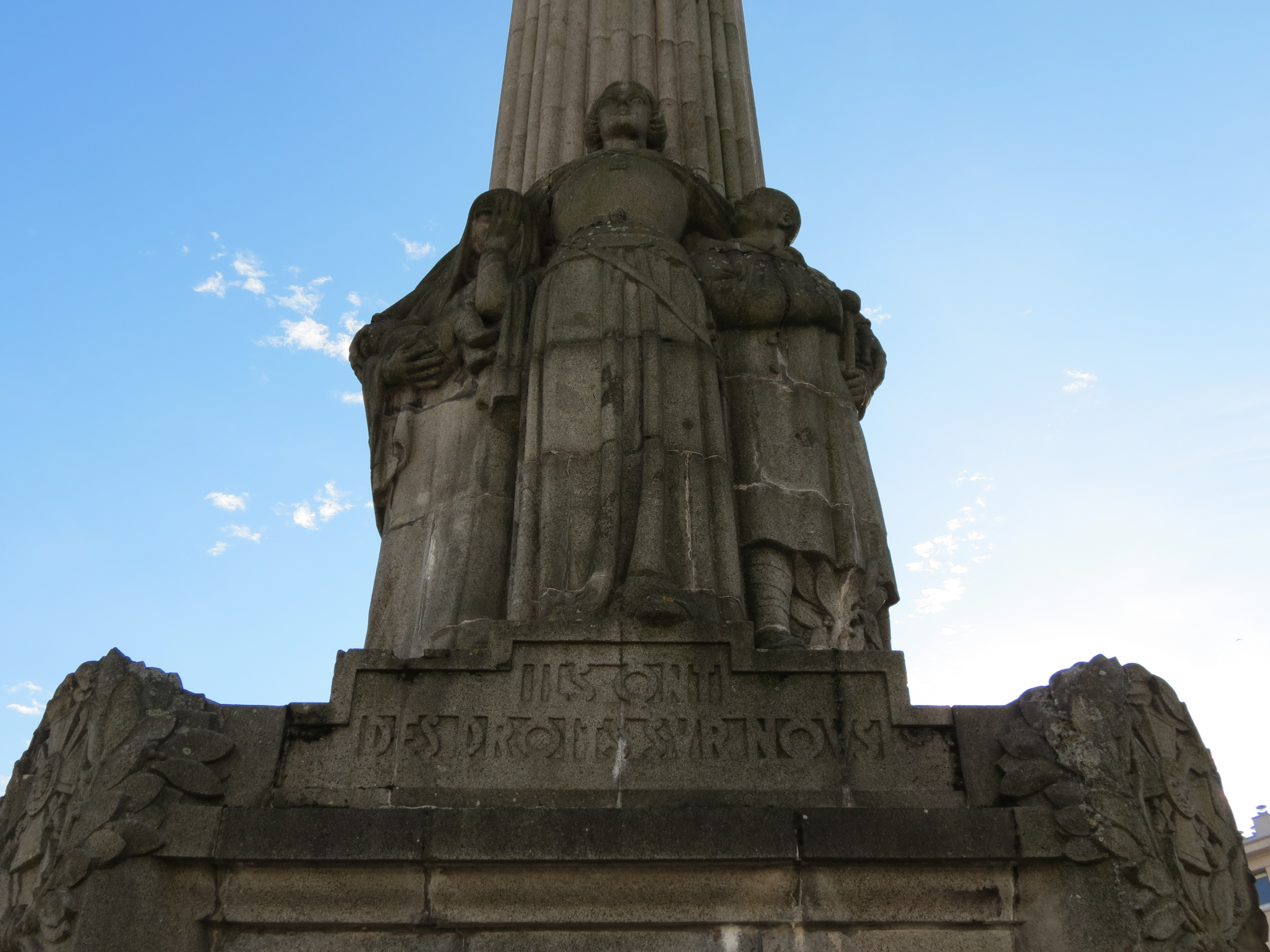
Vue contre-plongée de Jeanne d'Arc protégeant deux civils et un blessé de guerre.
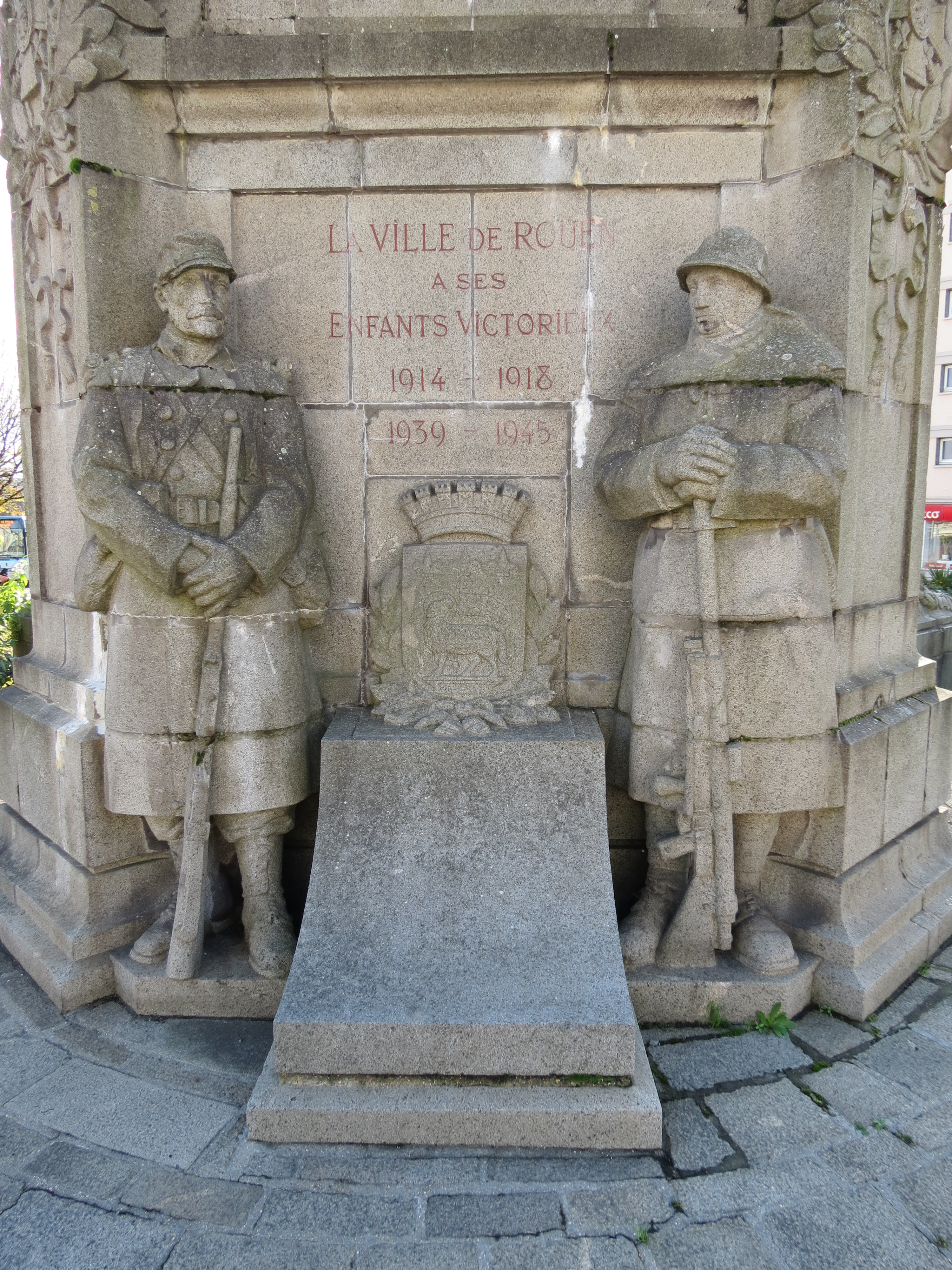
Les deux soldats montant la garde avec les traits de Charles Maurras (à gauche) et de Maxime Real del Sarte (à droite).
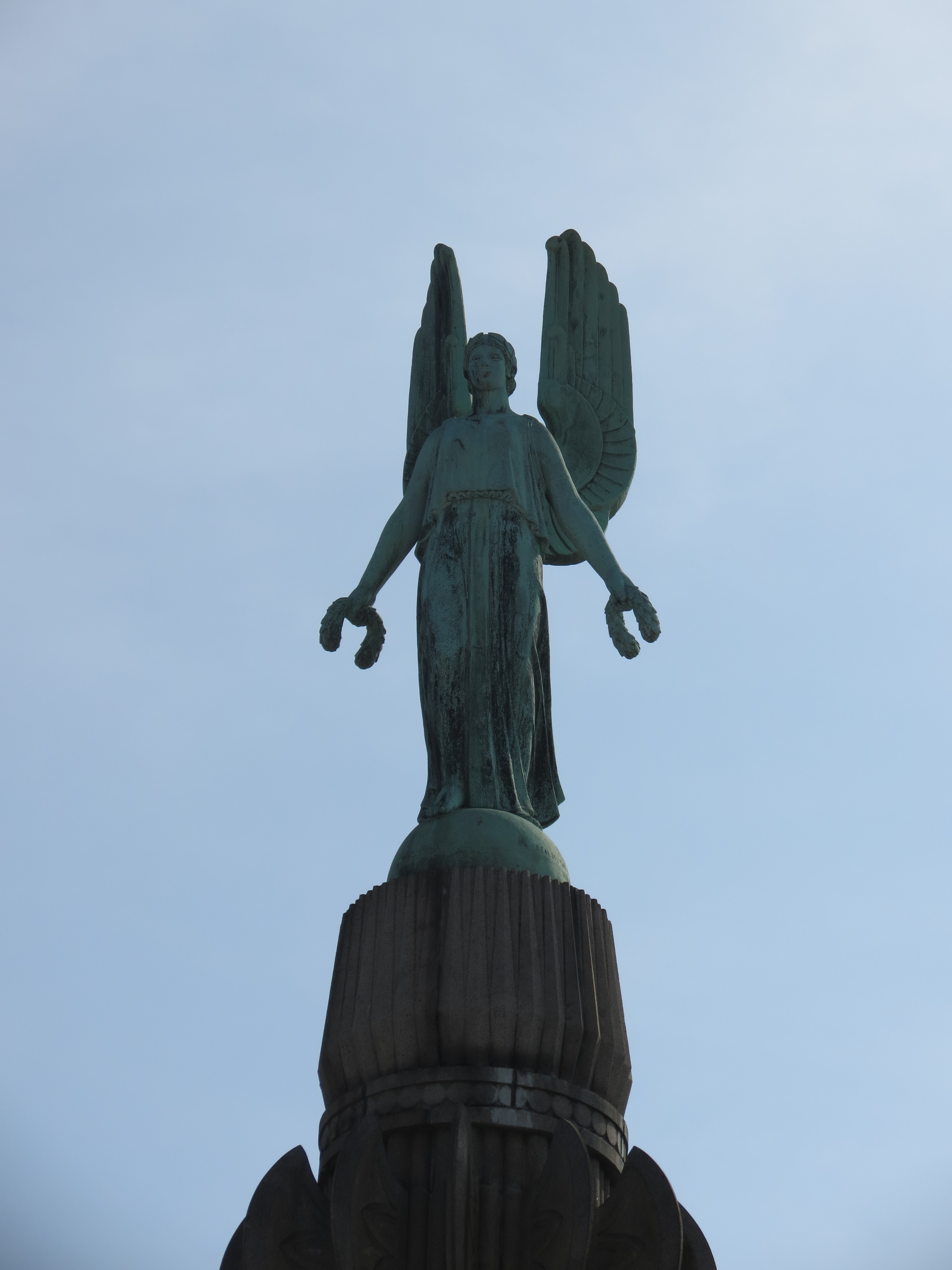
La Victoire ailée au sommet de la colonne.
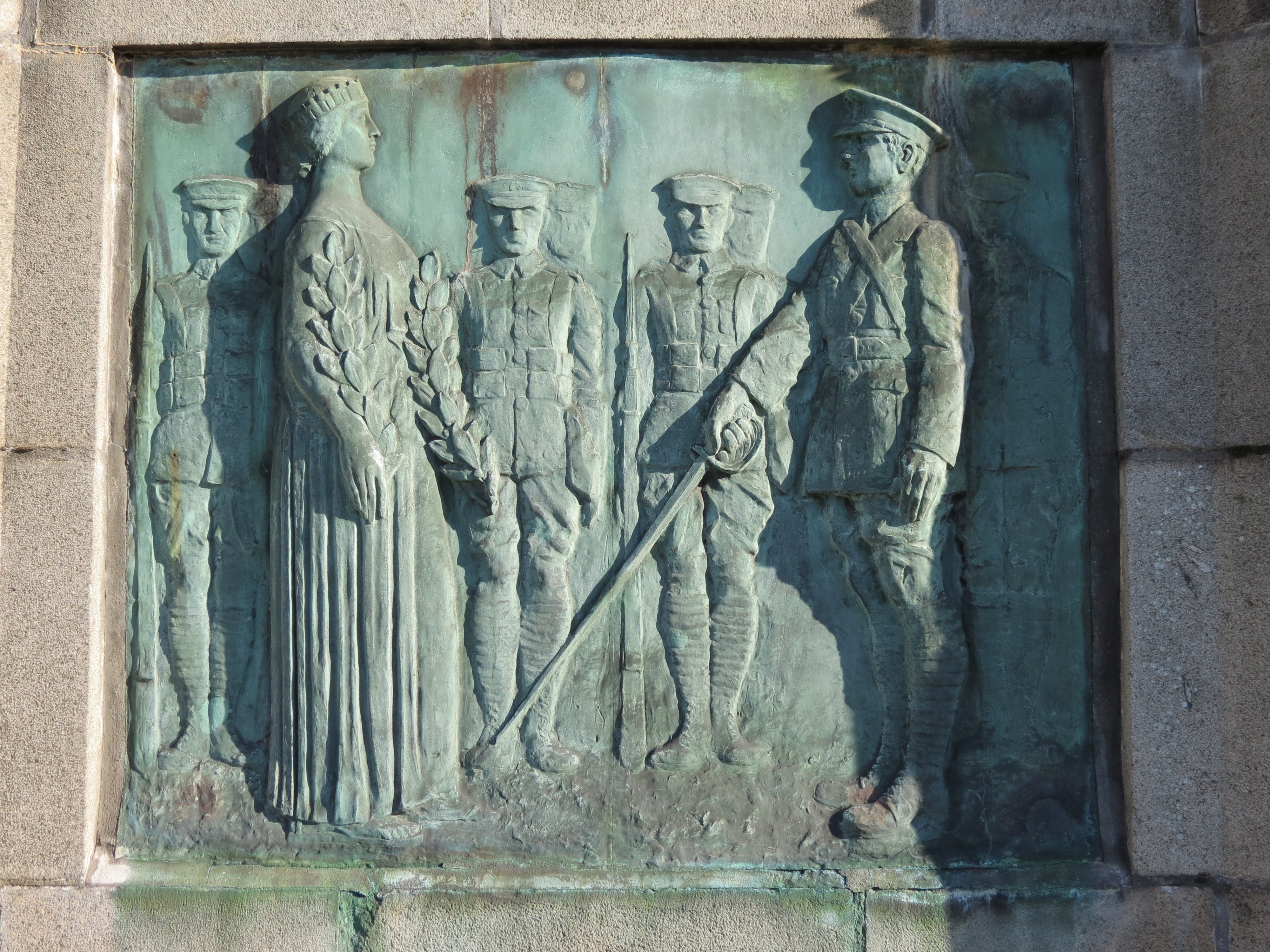
Détail du bas-relief relatant le séjour des troupes britanniques à Rouen.
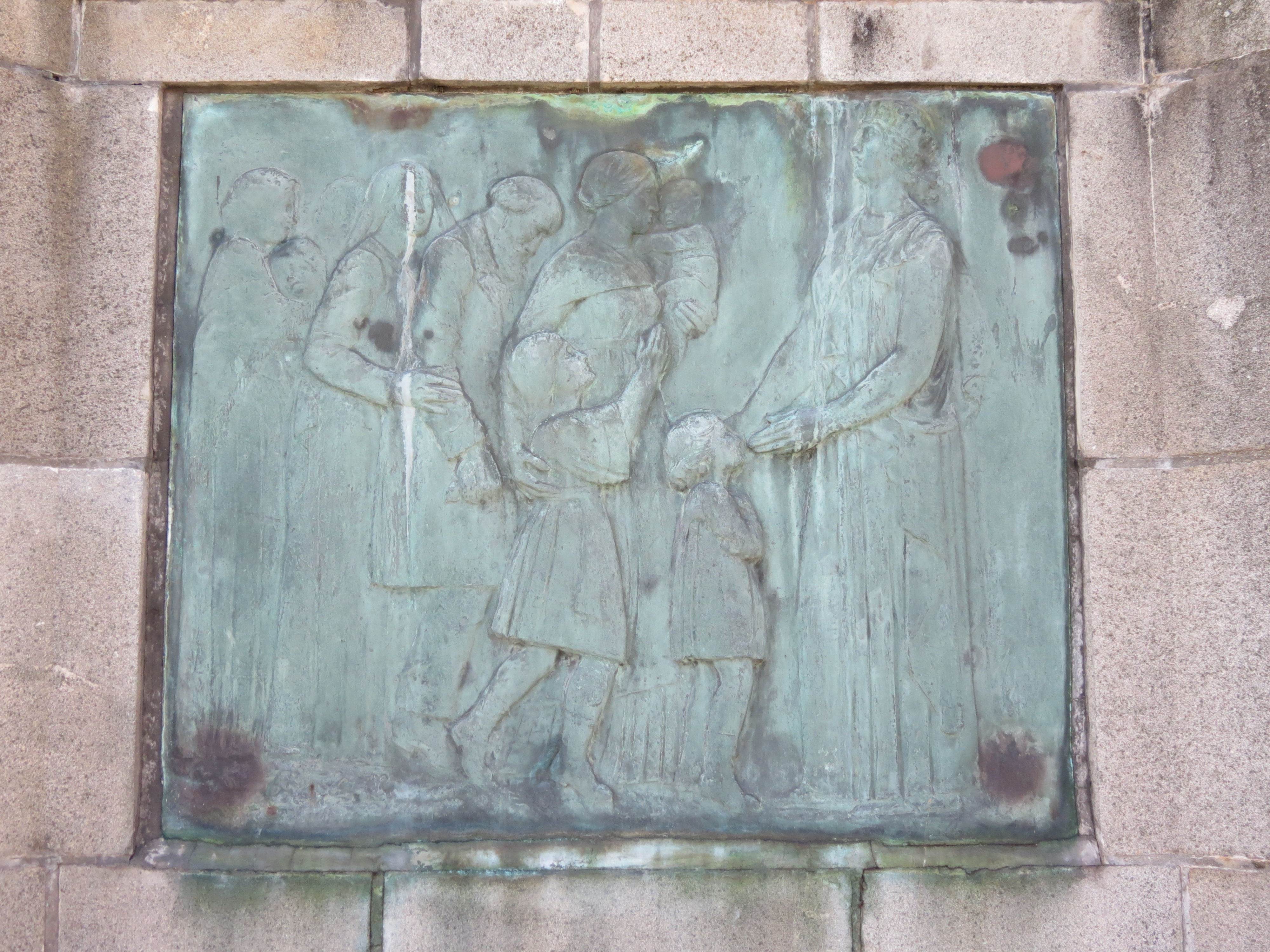
Détail du bas-relief relatif aux réfugiés belges.